# Траблшутинг
Траблшутинг (англ. troubleshooting — устранение неполадок, работа над проблемой) — форма решения проблем, часто применяемая к ремонту неработающих устройств или процессов. Представляет собой систематический, опосредованный определённой логикой поиск источника проблемы с целью её решения. Траблшутинг как поиск и устранение неисправностей необходим для поддержания и развития сложных систем (встречающихся, например, в таких областях, как связь, инженерия, системное администрирование, электроника, ремонт автомобилей, диагностическая медицина и организация бизнес процессов), где проблема может иметь множество различных причин.
Как правило, траблшутингом занимается техническая поддержка.